# Toulon (Illinois)
Toulon település az Amerikai Egyesült Államok Illinois államában, Stark megyében, melynek megyeszékhelye is. Lakosainak száma 1193 fő (2020. április 1.).

## Népesség
A település népességének változása:

| 2010 | 1 292 |
| 2020 | 1 193 |